# Sarah Hudson
Sarah Hudson, född 1984 är en amerikansk låtskrivare. Hon är dotter till musikproducenten Mark Hudson. Kusin med Kate Hudson och Oliver Hudson.